# Rosa Bursztein
Pour les articles homonymes, voir Bursztein.
Rosa Bursztein est une humoriste, comédienne et scénariste française née le 9 mai 1989 à Paris.

## Biographie

### Formation
Née à Paris et prénommée Rosa par ses parents en hommage à Rosa Luxemburg, Rosa Bursztein est la fille de Sylvain Bursztein, producteur international de cinéma. Elle commence le théâtre à l'âge de huit ans au cours Simon, puis en y participant aux ateliers adolescents alors qu'elle est en troisième et en seconde. Inscrite en première aménagée théâtre au lycée Racine, elle prépare son baccalauréat littéraire avec le CNED puis commence des études de cinéma à l'université Sorbonne-Nouvelle, en parallèle de cours à l’École du Studio d’Asnières, de 2007 à 2009. Elle termine sa licence de cinéma en 2010, tout en suivant la classe libre du cours Florent.

### Comédienne
Découverte en 2012 par John Malkovich, elle joue le rôle de Cécile de Volanges dans sa pièce Les Liaisons dangereuses, adaptée du roman de Choderlos de Laclos, au Théâtre de l'Atelier. Elle poursuit en 2013 avec Le Prix Martin, d'Eugène Labiche, mis en scène par Peter Stein au Théâtre de l'Odéon et joue en 2014 au Festival d'automne à Paris dans Archipel Marie NDiaye, de Georges Lavaudant.
La même année, elle fait partie des 19 talents ADAMI Cannes 2014, ce qui lui permet de jouer dans le court-métrage Pim-Poum le Petit Panda d'Alexis Michalik. Elle réalise également son premier le court-métrage La Piscine, qui remporte le Prix du jury du vingtième Festival du court-métrage de Fréjus 2017.
Elle apparaît aussi au cinéma, notamment dans Port-au-Prince, dimanche 4 janvier, de François Marthouret et The Program de Stephen Frears en 2015, ou dans Deux moi de Cédric Klapisch en 2019. Elle donne la réplique à Alex Lutz en campant le rôle d'une journaliste dans le film Cinquième Set de Quentin Reynaud, qui sort en 2021.
En 2016, elle joue dans le dernier épisode de la première saison de la série Il revient quand Bertrand ? sur Arte.tv,. Début 2021, elle intègre la cinquième saison de la série Sam sur TF1, dans le rôle d'une surveillante de collège. En 2022, elle joue dans le court métrage Extra large de Marina Ziolkowski, aux côtés de Barbara Butch et de Bérangère Mc Neese.

### Humoriste
En 2018, elle crée son premier spectacle de stand-up, intitulé Ma première fois, qu'elle joue au théâtre Pixel pendant le Festival Off d'Avignon. Elle le reprend ensuite au théâtre La Petite Loge à Paris.
Elle lance en 2019 son podcast intitulé Les mecs que je veux ken, qu'elle développe particulièrement en 2020 à la suite du confinement qui la conduit à reporter son deuxième spectacle, Rosa. Elle y reçoit notamment Alexis Michalik, Raphaël Enthoven, Tristan Lopin et même son père, le producteur Sylvain Bursztejn. Il atteint les 60 000 écoutes mensuelles en janvier 2022.
Elle rejoint en 2020 l'émission de Laurent Ruquier On est en direct le samedi soir sur France 2.
À la fin de l'année, elle est sélectionnée par Le Parisien parmi les étoiles espoir humour de l'année, aux côtés notamment de Morgane Cadignan, Marion Mezadorian et Fanny Ruwet. L'année suivante, elle joue au Festival Paris Paradis organisé par Le Parisien au Cabaret sauvage, dans le parc de La Villette.
En 2022, son seule-en-scène Rosa est à l'affiche du Festival Off d'Avignon, puis de La nouvelle scène, de septembre à décembre. Elle le joue en pyjama. Elle anime aussi l'émission OrgasmiQ, produite par la société 3e œil productions, sur Téva à partir du 11 octobre,.
Rosa Bursztein lance en 2024 son troisième seule en scène "Dédoublée",, qui fait écho à son évolution de désormais trentenaire.

### Écrivaine
Rosa Bursztein publie le 20 janvier 2022 son premier livre, Les Mecs que je veux ken, aux éditions Les Arènes.

## Filmographie

### Cinéma
- 2015 : The Program de Stephen Frears : pharmacienne
- 2019 : Selfie de Thomas Bidegain, Marc Fitoussi, Tristan Aurouet, Cyril Gelblat et Vianney Lebasque
- 2020 : Cinquième Set de Quentin Reynaud : journaliste
- 2022 : Les Miens de Roschdy Zem : avocate
- 2024 : 14 Jours pour aller mieux de Édouard Pluvieux : Stéphanie
- 2024 : Les Boules de Noël d'Alexandra Leclère : Charlotte,

### Télévision
- 2017 : Calls
- 2020 : En famille : Justine
- 2021 : Sam (saison 5) : Marion, nouvelle surveillante
- 2025 : Au fond du trou : Chacha

### Web-série
- 2019 : Abonne-toi de Guillaume Cremonese (collectif Yes vous aime) : Rosa